# Roberto Quiroz
Roberto Quiroz Gómez (Guayaquil, 23 de febrero de 1992) es un tenista ecuatoriano. Es familiar de otros tenistas: sobrino de Andrés Gómez y primo de Nicolás Lapentti, Giovanni Lapentti y Emilio Gómez.
En el 2010, junto al tenista peruano Duilio Beretta, ganó los torneos de Roland Garros y el Abierto de Estados Unidos en la categoría de dobles junior masculino. Los dos jugadores, derrotaron en Francia a la dupla argentina de Facundo Argüello y Agustín Velotti por 6–3, 6–2; mientras que en los Estados Unidos ganaron 6–1, 7–5 sobre Oliver Golding y Jiří Veselý.
Ganó su primer título profesional de individuales en el Future 3 de Venezuela en Maracaibo, en julio de 2014 frente al peruano Jorge Panta en dos sets, 6-3 y 6-4.
Cuenta con 5 títulos de la categoría Challenger de Dobles.